# Erioptera (Erioptera) straminea
Erioptera (Erioptera) straminea is een tweevleugelige uit de familie steltmuggen (Limoniidae). De soort komt voor in het Nearctisch gebied.